# Азиатские гибриды
Азиатские гибриды (англ. The Asiatic Hybrids) — I раздел сортов лилий сложного гибридного происхождения по классификации третьего издания Международного регистра лилий.
Своё название раздел Азиатские гибриды получил из-за того, что значительная часть видов использованных в селекционной работе имеют восточно-азиатское происхождение.
В эту группу входят гибриды и садовые формы, происходящие от Лилии мозолистой (Lilium callosum), ланцетолистной (тигровой) (Lilium lancifolium (syn. L. tigrinum)), поникающей (Lilium cernuum), пенсильванской (Lilium pensylvanicum (syn. L. dauricum, L. wilsonii)), Давида (Lilium davidii), приятной (Lilium amabile), карликовой (Lilium pumilum), одноцветной (Lilium concolor), Уорда (Lilium wardii), луковиценосной (Lilium bulbiferum), Лейхтлина (Lilium leichtlinii (syn. L. maximowiczii)), Lilium lankongense и межвидовых гибридов: Лилии пятнистой (Lilium ×maculatum), Lilium ×scottiae и голландской (Lilium ×hollandicum).
В настоящее время азиатские гибриды составляют около 30 % мирового ассортимента, отличаются относительно простой агротехникой и наиболее подходят для выращивания в регионах отличающихся суровыми климатическими условиями.

## Группы
Раздел включает несколько условных групп:
- Мид-Сенчури (англ. Mid-Century)
- Фиеста (англ. Fiesta)
- Арлекин гибриды (англ. Harlequin)
- Гольден Чейлис (англ. Golden Chalice)
- Коронадо (англ. Coronado)
- Изабеллы Престон[4]
- Брашмарки, или Расписные (англ. brush-mark — мазок кистью). Если старые сорта были преимущественно с пятнышками и крапинками на лепестках, то сорта этой группы отличаются совершенно чистыми лепестками с тёмные мазками разной величины и цвета. Первые брашмарки появились в Америке. 
Брашмарки селекции Всероссийского НИИ садоводства им. Мичурина: 'Аккорд', 'Акцент', 'Анастасия', 'Варенька', 'Дездемона', 'Елизавета', 'Жар Птица', 'Золотинка', 'Русский Сувенир', 'Саламандра'[5].
- Паттерсона С.
- Пальмера Е.
- Скиннера Ф.
- Байяма П.
- Тейлора И.

Группы гибридов созданные в СССР и России:
- Орехова В. П.
- Сестрорецкие Гибриды Заливского И. Л.
- Грота В. А.
- Зайцевой Е. Н.
- Киреевой М. Ф. (Всероссийский НИИ садоводства им. Мичурина)[4].

Также иногда выделяют три группы отличающиеся направленностью цветков. 

1а — с цветками направленными вверх;

1b — с цветками направленными в стороны;

1с — с цветками направленными вниз.

## История
Первый сорт российского происхождения был создан Мичуриным И. В., она была названа 'Фиалковой' за приятный аромат. Исходными родительскими формами были Лилия Шовица (Lilium szovitsianum) и пятнистая (Тунберга) (Lilium maculatum var. maculatum (syn. Lilium thunbergianum)).
Позже помощница И. В. Мичурина З. Н. Цветаева продолжила селекционную работу с лилиями, получила ещё несколько новых гибридов, скрестив сорт 'Фиалковая' с дикорастущей лилией даурской.
Начиная с 1962 года широкая селекционная работа была развернута во ВНИИ садоводства им. И. В. Мичурина, где коллективом авторов (М. Киреева, Н. Иванова, В. Мартынова) создано свыше 100 сортов и новых гибридных форм лилий, из которых 48 включено в Государственный реестр селекционных достижений РФ за 2002 год.
В создании зимостойких сортов селекции Всероссийский НИИ садоводства им. Мичурина использовали Лилию ланцетолистную (тигровую), пенсильванскую (даурскую), поникающую и карликовую, произрастающие на Дальнем Востоке и в Сибири, а также полученные с их участием зарубежные и отечественные сорта.
Азиатские гибриды отличаются высокой зимостойкостью и выносливостью. Большинство из них неприхотливы в культуре, хорошо растут как на солнечных открытых участках, так и в полутени. Большинство сортов плохо переносят известковые почвы.
Размножение: семенами, луковичками-детками, чешуйками. Многие сорта этого раздела образуют на стебле в пазухах листьев мелкие воздушные луковички (бульбы). Такие линии называются бульбоносными. Созревшие бульбочки осыпаются на землю и прорастают. Это самый лёгкий и быстрый способ размножения лилий.
Зацветают раньше всех гибридных лилий в конце июня — начале июля. Окраска цветков очень разнообразная (белая, розовая, кремовая, жёлтая, оранжевая, двух- и трёхцветная, красная и тёмно-бордовая, почти чёрная).
Форма цветка чаще всего чашевидная или чалмовидная. По отношению к центральной оси или стеблю цветки могут быть направлены вверх (вверхсмотрящие), в сторону (горизонтальные) или вниз (поникшие).
Диаметр цветков от 8 до 20 см.

## Агротехника
Хранение луковиц до посадки
 После обработки фунгицидом их заворачивают в бумагу (лучше плотную), которую необходимо умеренно увлажнить. Вместо бумаги можно использовать чуть влажные опилки или торф. Далее луковица помещается в полиэтиленовый пакет с отверстиями для дыхания луковиц, затем — в холодильник. Оптимальная температура от 0 до + 5 °С. Недопустимо длительное повышение температуры во время хранения — это может спровоцировать необратимое прорастание луковиц.
Посадка

Лучшее время посадки — осень (сентябрь-октябрь). В этом случае луковицы успевают укорениться до нового вегетационного сезона и хорошо развиваются в следующем году. Можно производить посадку и весной, как только оттает почва. В большинстве областей России это — конец апреля — начало мая.
Азиатские гибриды светолюбивы и лучше развиваются на открытых участках. Их можно высаживать вдоль строений, заборов. Вблизи деревьев и кустарников, но при этом надо учитывать, что они должны освещаться прямыми лучами солнца не менее половины светового дня.
Перед посадкой выкапывают ямки глубиной и диаметром около 25 см. Лилиям необходим хороший дренаж. Если почва плотная, её перед посадкой глубоко перекапывают и улучшают, повышая пористость. Азиатские гибриды не очень требовательны к почве, однако предпочитают слабокислую. Тяжёлую дерновую или глинистую почву улучшают, внося торф, песок. Нельзя вносить свежий навоз, это опасно возникновением различных грибных заболеваний. Луковицы высаживают на глубину 8—10 см. (в зависимости от размера), расстояние между растениями — не менее 35 см. Можно пролить лунку раствором фунгицида, поскольку после посадки луковица может загнить.
Лилии хорошо переносят пересадку, даже проведённую летом. При этом растения поддевают лопатой и переносят на новое место вместе с комом земли. Луковицы Азиатских гибридов быстро разрастаются, образуя «гнездо». Получившийся от одной луковицы куст необходимо делить через 3—5 лет. Признаком, сигнализирующим о необходимости деления, является ухудшение цветения, снижение диаметра цветков. Азиатские гибриды положительно реагируют на внесение в почву торфа.
Удобрения. 
Реакция на удобрения положительная. Минеральные и органические удобрения можно внести до посадки луковиц под перекопку. В этом случае необходимость регулярных подкормок отпадает на ближайшие 2-3 года. Во второй половине лета исключают подкормки удобрениями, содержащими азот. Предпочтение отдают фосфорным и калийным удобрениям. Это восстанавливает запас питательных веществ, потраченных на рост и цветение, обеспечивает хорошую зимовку луковиц и полноценное цветение следующим летом. В корнеобитаемой зоне недопустимо наличие полуперепревшей органики (навоза, перегноя).
Размножение.
 Азиатские гибриды размножают вегетативно несколькими способами.
- Деление «гнезда» луковиц на отдельные луковицы с последующей посадкой. Лучшим сроком деления и посадки луковиц в средней полосе России является сентябрь. Деление можно производить и весной — до появления или при появлении ростков над землёй.
- Размножение детками. У многих сортов лилий на подземной части стебля формируются стеблевые детки-луковички, которые можно отделить и посадить отдельно. Делать это необходимо осенью.
- Стеблевыми воздушными луковичками (бульбами), образующимися в пазухах листьев. Их снимают после окончания цветения и после обработки фунгицидом или марганцовкой высаживают в почву на глубину 3—5 см. При недостатке влаги в почве посадки увлажняют. На зиму посевы мульчируют торфяной крошкой или опилками. В первый год образуется розетка листьев, на второй год формируется цветочный стебель, к осени — луковица, пригодная для посадки на постоянное место.
- Чешуйками луковиц, которые осторожно отделяют у самого основания, дезинфицируют в растворе фунгицида и помещают в полиэтиленовый пакет на месяц в чуть влажный субстрат (опилки, торф, песок, мох-сфагнум) при комнатной температуре. После образования в основаниях чешуй маленьких луковичек, их высаживают в рассадочные ящики или в открытый грунт.

Осенью производит удаление завядших или усохших стеблей осторожно выкручивая их из земли.

## Некоторые сорта
- 'Aelita' ('Аэлита')
- 'Lady Jane'
- 'Iowa Rose'
- 'Sweet Surrender'
- 'White Twinkle'
- 'Pearl Jennifer'
- 'Pearl Justine'
- 'Red Velvet'
- 'Rozovaja Dymka' ('Розовая Дымка')